# Szlovákia gyorsforgalmi útjainak listája
Ez a szócikk Szlovákia autópályáit és főbb autóútjait sorolja fel.

## Története
Szlovákiában jelenleg kb. 760 km gyorsforgalmi úton közlekedhetünk, amelyek alapvetően szlovák autópálya-matricával vehetőek igénybe. Vannak azonban ingyenes szakaszok is, melyeket külön táblával jeleznek. Ezt az autóút/autópálya táblája alatt külön táblácska jelzi, amely egy áthúzott autópálya-matricát ábrázol (zöld alapon, címerrel).  Ingyenes szakaszok általában a városi szakaszok, vagy a kevésbé kiépített (Pl. 2x1 sávos) szakaszok. A szlovákiai autópályák nevében a D betű azt jelenti hogy Dial'nica, míg az autóutak esetében az R betű jelentése Rýchlostná cesta. Az autópályák és autóutak lakott területen kívüli szakaszain egyaránt 130 km/h a megengedett legnagyobb sebesség, lakott területen belüli szakaszain - mivel Szlovákiában néhány nagyobb várost Magyarországgal ellentétben nem elkerül az autóút/autópálya, hanem átmegy rajta. Ilyen például Pozsony, Besztercebánya, és Kassa - 90 km/h. Az autópályák felépítése megegyezik a többi európai autópályáéval – irányonként legalább 2 forgalmi sáv, leállósáv, az irányok közt fizikai elválasztás van, és nincsenek rajta szintbeli kereszteződések –, az autóutak pedig nagyrészt megegyeznek a Magyarországiakkal.

## Gyorsforgalmi utak

Szlovákia gyorsforgalmi útjai
Jelmagyarázat:

### Autópályák
| Neve | Érintett települések, nagyobb kereszteződések, megjegyzés                                                                                          | Teljes hossz | Használatban | Használatban | Épül    | Térkép |
| Neve | Érintett települések, nagyobb kereszteződések, megjegyzés                                                                                          | Teljes hossz | km           | %            | Épül    | Térkép |
| ---- | --- | ------------ | ------------ | ------------ | ------- | ------ |
| D1   | Pozsony (D2) – Nagyszombat – Trencsén – Puhó – Zsolna – Turócszentmárton – Poprád – Eperjes – Kassa – Nagymihály / Ukrajna (a TEN-T hálózat része) | 512 km       | 395,9 km     | 77,3 %       | 28,4 km |        |
| D2   | Csehország / Jókút – Malacka – Pozsony – Dunacsún / Magyarország (a TEN-T hálózat része)                                                           | 80,5 km      | 80,5 km      | 100 %        | −       |        |
| D3   | Zsolna (D1) – Csaca – Sziklaszoros / Lengyelország (a TEN-T hálózat része)                                                                         | 59,1 km      | 37,1 km      | 62,8 %       | −       |        |
| D4   | Ausztria / Horvátjárfalu – Pozsony (D2, D4) – Stomfa (D2) – Dévényújfalu / Ausztria                                                                | 47,9 km      | 32,0 km      | 66,8 %       | −       |        |

### Autóutak
| Neve | Érintett települések, nagyobb kereszteződések, megjegyzés                                          | Teljes hossz | Használatban | Használatban | Épül    | Térkép |
| Neve | Érintett települések, nagyobb kereszteződések, megjegyzés                                          | Teljes hossz | km           | %            | Épül    | Térkép |
| ---- | -------------------------------------------------------------------------------------------------- | ------------ | ------------ | ------------ | ------- | ------ |
| R1   | Nagyszombat (D1) – Nyitra – Garamszentkereszt – Zólyom – Besztercebánya – Rózsahegy (D1)           | 270,5 km     | 177,1 km     | 65,5 %       | 0 km    |        |
| R2   | Trencsén (D1) – Privigye – Garamszentkereszt – Losonc – Rimaszombat – Kassa (R4)                   | 338,3 km     | 68,2 km      | 20,2 %       | 23,4 km |        |
| R3   | Lengyelország / Trsztena – Rózsahegy – Besztercebánya – Zólyom – Korpona – Ipolyság / Magyarország | 177 km       | 19,8 km      | 11,2 %       | 4,4 km  |        |
| R4   | Lengyelország / Felsővízköz – Eperjes – Kassa – Kenyhec / Magyarország                             | 88,4 km      | 18,8 km      | 21,3 %       | 4,3 km  |        |
| R5   | Csehország / Fenyvesszoros (D3)                                                                    | 1,7 km       | 0 km         | 0 %          | 0 km    |        |
| R6   | Puhó (D1) – Fehérhalom / Csehország                                                                | 30 km        | 7,7 km       | 25,7 %       | 0 km    |        |
| R7   | Pozsony (D1) – Dunaszerdahely – Érsekújvár – Losonc (R2)                                           | 223,8 km     | 32,2 km      | 14,4 %       | 0 km    |        |
| R8   | Nyitra (R1) – Bán (R2)                                                                             | 54,9 km      | 0 km         | 0 %          | 0 km    |        |

## Díjfizetés
Szlovákiában az autópálya használatért fizetni kell. Matricás rendszer van érvényben, amelyet meg lehet venni benzinkutakon illetve elektronikusan is. A személygépjárművekre 50 euró az éves díj 2020-ban. 

M1 kategória (személygépjármű)
| Matrica   | Ár      | Érvényességi idő                                 |
| --------- | ------- | ------------------------------------------------ |
| Éves      | 50 euró | Érvényes a következő év január 31-ig             |
| 30 napos  | 14 euró | Érvényes a vásárlástól számított 30. nap végéig  |
| 10 napos  | 10 euró | Érvényes a vásárlástól számított 10. nap végéig  |
| 365 napos | 50 euró | Érvényes a vásárlástól számított 365. nap végéig |

A 3,5 tonna össztömeget meg nem haladó járműszerelvények esetében a pótkocsira nem szükséges autópálya-matricát vásárolni, azaz a kijelölt autópálya- és autóútszakaszok használatáért csak a járműre kell autópálya-matricát vásárolni. Amennyiben az össztömeg meghaladja a 3500 kg-ot akkor a pótkocsira is kell külön matricát venni, melynek a díja megegyezik a normál autóra kiadott matrica árával.